# 인상여

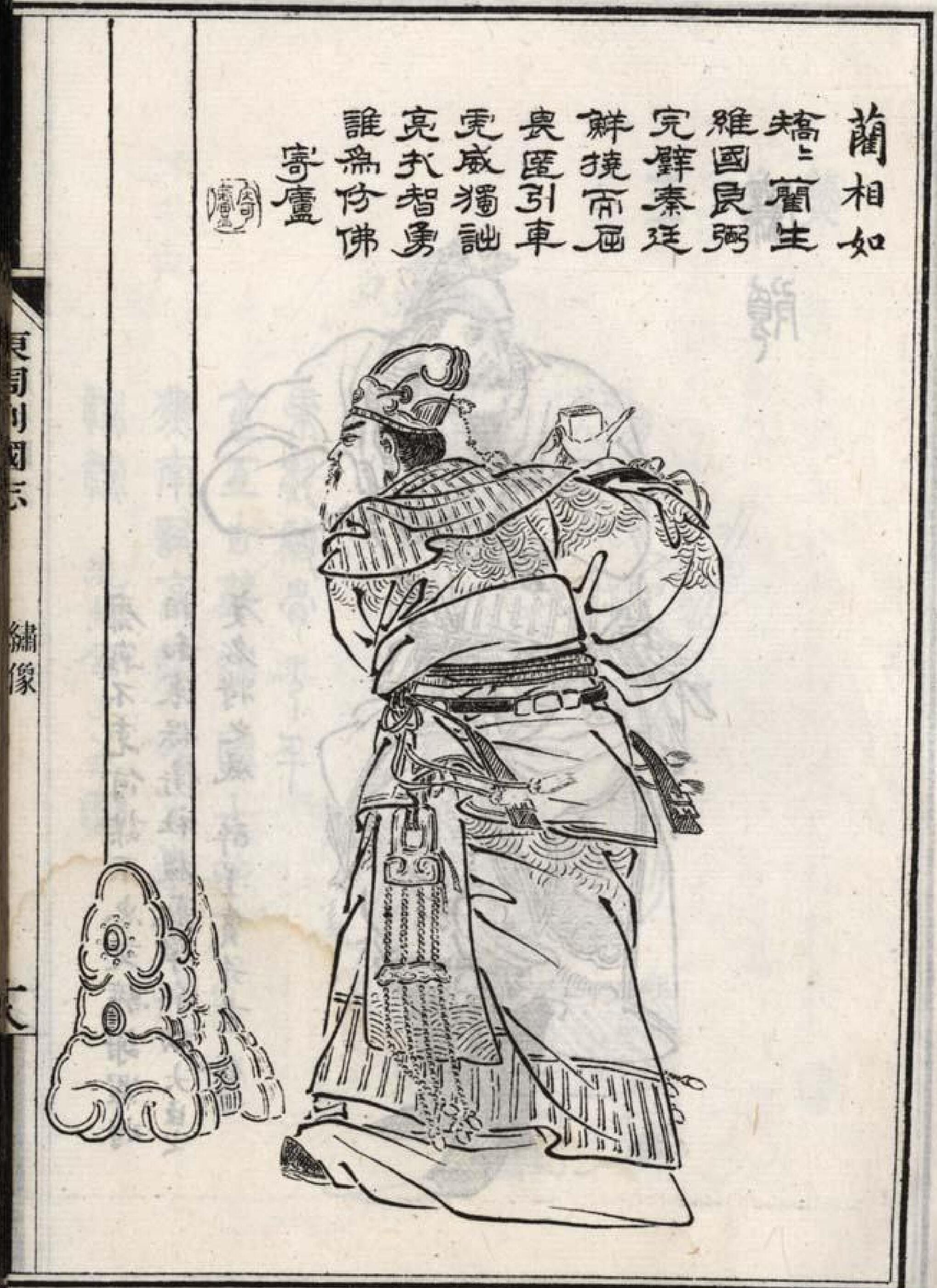
인상여

인상여(藺相如, ?~?)는 중국 전국시대 조나라(趙)의 재상이다.
조나라 말기에 활약한 대표적인 인물 중 한 사람으로, "완벽(完璧)" · "문경지교(刎頸之交)"의 고사는 모두 인상여에게서 유래하였다.

## 생애

### 목현의 사인
인상여는 조나라(趙) 출신이다. 그에 대한 기록은 매우 적은 편이며, 때문에 그 구체적인 행적을 알 수 없다. 오늘날 전해지는 인상여의 행적의 대부분은 《사기》 권81 염파인상여열전에 일화 형식으로 전해진다.
인상여는 본래 조나라의 환자령(宦者令) 목현(繆賢)의 사인(舍人)이었다. 한번은 목현이 죄를 지어 조 혜문왕의 노여움을 산 적이 있었다. 목현은 처벌을 피해 연나라(燕)으로 망명하려 하였는데, 당시 그의 사인이었던 인상여가 목현을 말리며 연나라로 망명하려는 이유를 물었다. 목현은 "전에 연왕과 만난 적이 있는데 그때 연왕이 내 손을 잡고 친구가 되자고 했으니 내가 가면 반갑게 맞아줄 것이다."라고 대답하였다.
그러자 인상여는 "그건 잘못 생각하신 것입니다. 연나라는 약소국인데 비해 조나라는 강국입니다. 연왕이 당신과 친구가 되고 싶다고 한 건 당신이 강국인 조나라의 왕에게 총애를 받고 있어서였기 때문입니다. 총애를 잃고 노여움까지 산 당신이 연에 가봤자 연나라 왕은 숨겨주기는커녕 당신을 잡아 돌려보낼 겁니다."라고 대답했다. 목현은 그의 말이 정연한 것에 놀랐는데, 인상여는 뒤이어서 "차라리 스스로 웃통을 벗고 형틀을 짊어진 채 죄를 청하면 운좋게 용서받을 길도 있을 것입니다."라 권했고, 인상여의 말을 따랐던 목현은 과연 혜문왕에게 용서받고 신뢰를 되찾을 수 있었다.

### 완벽
혜문왕은 초나라(楚)로부터 "화씨벽(和氏璧)"이라는 보물을 얻었다. 그러자 진나라(秦)의 소양왕이 그 소식을 듣고는 사자를 보내 화씨벽과 자국의 성 15개를 바꾸겠다는 의사를 전했다. 혜문왕은 염파를 비롯한 대신들을 불러 이 문제를 논의하였는데, 진나라에 주자니 속아서 성을 얻지 못할 것이 걱정되었고, 주지 않자니 진나라 군대가 쳐들올까 걱정되어 대책을 결정하지 못했다. 이때에 환자령 목현이 인상여가 자신을 도와주었던 일을 말해주며 그를 사자로 보낼 것을 권하였다.
혜문왕은 곧 인상여를 불러 의논하자, 인상여는 "진나라는 강하고 조나라는 약하니 요구를 받아들일 수밖에 없습니다. (중략) 진나라가 성을 가지고 벽옥을 얻으려는데 조나라가 주지 않으면 잘못은 조나라에 있습니다. 조나라가 벽옥을 주었는데 진나라가 조나라에게 성을 주지 않으면 잘못은 진나라에게 있습니다. 두 계책을 비교해보면 잘못의 책임을 진이 지도록 하는 것이 차라리 낫습니다."라고 대답했다. 혜문왕이 누구를 사자로 보내면 좋겠느냐고 묻자, 인상여는 "왕께 사람이 없다면 신이 벽옥을 가지고 사신으로 가겠습니다. 성이 조나라로 들어오면 벽옥을 진나라에 두고, 성이 들어오지 않으면 신이 벽옥을 온전하게 조나라로 돌려 보내겠습니다." 라고 말하며 사신이 되기를 자청하였다.
벽옥을 가지고 진나라에 사신으로 간 인상여는 장대(章臺)에 앉은 소양왕과 만나 화씨벽을 건넸다. 그러나 인상여는 벽옥을 받자 미인과 군신들에게 보이며 자랑하기만 하는 소양왕의 모습을 보고 진나라가 성을 넘겨줄 뜻이 전혀 없다고 판단하였다. 인상여는 "실은 그 벽옥에 하자(瑕疵)가 있으니 알려드리겠습니다."라고 말하며 이를 받아들더니, 기둥에 기대어 선채 관이 벗겨질 정도로 머리카락이 모두 곤두선 노한 모습으로 "조나라 왕께서는 대국의 위엄을 두려워하여 공경을 다하고자 5일동안 목욕제계를 하고 신에게 벽옥과 국서를 보내게 하였습니다. 대왕께서 신을 대하시는 예절이 거만하고, 벽옥을 받자 미녀에게 보이며 신을 희롱하셨습니다. 신이 보건데 성읍으로 보상을 뜻이 없으므로 벽옥을 조나라로 돌려보내겠습니다. 만일 대왕께서 신을 협박하신다면 지금 제 머리를 벽옥과 함께 기둥에 부딛쳐 부수고 말겠습니다."라며 소양왕을 협박했다. 벽옥이 깨질까 겁이 난 소양왕은 지도를 가져와서 약속한 15성을 내줄 것을 이야기했으나, 인상여는 이를 믿지 않고 소양왕에게 조나라 왕이 그랬던 것처럼 5일 동안 목욕재계를 하며 자신을 구빈(九賓)의 예로 대할 것을 요구했다. 그 사이에 광성전(廣成傳)에 묵게 된 인상여는 종자를 시켜 벽옥을 가지고 몰래 조로 돌아가도록 하였다.
5일 뒤에 목욕재계를 마친 소양왕이 약속대로 인상여를 구빈의 예로 맞이하였다. 그러자 인상여는 "진나라는 목공(繆公) 이래 20여 군주들 모두 약속을 분명하게 지킨 적이 없습니다. 진왕께서 성을 내주실 뜻이 없는 듯 하여 이미 조로 돌려보냈습니다. 15성을 넘겨주신다면 조나라에서는 즉각 벽옥을 보낼 것입니다. 신이 대왕을 속인 죄는 죽어마땅하오니 끊는 솥에라도 들어가겠습니다."라 대답했다. 소양왕과 진나라 신하들은 놀라서 서로를 바라보았다. 몇몇 신하들은 인상여를 죽일 것을 주장하였으나, 소양왕은 "지금 인상여를 죽인들 벽옥을 얻지 못할 뿐더러 조나라와의 관계만 끊어질 뿐이다."라며 인상여를 잘 대접해 돌려보냈다. 인상여가 돌아오자 혜문왕은 제후들 사이에서도 조나라의 체면을 상하지 않게 하였다고 여겨서 그를 상대부(上大夫)로 삼았다. 이후 진나라는 조나라에 15개 성읍을 주지 않았고, 조나라 또한 진나라에 벽옥을 주지 않았다.
이처럼 인상여가 흠집없이 벽옥을 돌려받아 돌아온 일화에서 "완벽(完璧)"이라는 고사성어가 유래하였는데, 중국어로는 "완벽귀조(完璧歸趙)"라고도 부른다. 또한 인상여가 소양왕에게 화를 내며 머리카락을 곤두세웠던 당시의 일화에서 "노발충관(怒髪衝冠)" · "노발충천(怒髪衝天)"이라는 고사성어가 유래하였다.

### 민지의 연회
기원전 279년(혜문왕 20), 진 소양왕은 조 혜문왕에게 서하(西河) 바깥 민지(澠池)에서 우호를 위한 연회(好會)를 갖고 싶다고 하였다.
혜문왕은 겁이 나서 가지 않으려 했으나, 인상여가 장군 염파(廉頗)와 함께 "왕께서 가지 않으시면 조나라가 약하고 겁이 많다는 것을 보여주는 것입니다."라 간언하였다. 결국 혜문왕은 민지로 가서 소양왕과 만나게 되었는데, 인상여가 왕을 따라가서 수행하였다. 염파가 국경까지 혜문왕을 전송하고는 30일 내에 혜문왕이 돌아오지 못하면 태자를 왕으로 옹립하게 할 것을 권하자, 혜문왕이 이를 따랐다.
민지에서 열린 잔치에서 소양왕이 혜문왕에게 "조왕께서는 음악을 좋아하신다고 들었으니 슬(瑟, 거문고)을 연주해주십시오."라 하였다. 그러자 진나라의 어사(御史)가 "진왕께서 조왕과 함께 술을 마시면서 조왕에게 거문고를 연주하도록 명했다."고 기록하였다. 그러자 인상여가 앞으로 나와서 "조왕께서는 진왕께서 진나라의 음악에 조예가 깊다는 이야기를 들으시고는 진왕에게 분부(盆缻, 질장구)를 드려 함께 즐길 것을 청하셨습니다."라 하였다.
소양왕이 화를 내며 허락하지 않자, 인상여가 나아가서 분부를 바치며 연주를 요청하였다. 이번에도 거절하자, 인상여는 "(대왕과 저 사이는 불과) 다섯 걸음 안이니, 이 상여가 목의 피로 대왕을 적실 수 있다는 것을 말씀드립니다."라고 말하며 소양왕을 협박하였다. 소양왕의 좌우에서 인상여를 죽이려 하였으나, 인상여가 눈을 부릅뜨며 고함을 지르자 모두 물러났다. 이에 소양왕이 마지못해 분부를 두드리자, 인상여는 조나라의 어사를 불러 "진왕이 조왕을 위하여 분부를 두드렸다."라 기록하게 하였다. 그 뒤 진나라의 신하들이 혜문왕에게 "진왕의 장수를 비는 뜻에서 15성을 우리 왕께 바치시오."라 하자, 인상여 또한 그들에게 "조왕의 장수를 비는 뜻에서 (진나라의 수도인) 함양(咸陽)을 바치시오."라며 응수했다.
소양왕은 결국 술자리가 끝날때까지 조나라를 제압할 수 없었다. 더욱이 조나라 측에서도 병사를 배치하여 진나라에 대비했기에 진나라가 함부로 움직이지 못했다.

### 문경지교
회담에서 돌아온 후 인상여는 공로를 인정받아 상경(上卿)에 임명되었다. 실제로 1980년 길림성 장백현에서 발굴된 전국시대의 동과에는 "혜문왕 20년 승상 인상여"라는 문구가 새겨져 있어 민지회담 이후 인상여의 지위가 재상직인 승상에 이르렀음을 알 수 있다.
염파는 전쟁터에서 공을 세운 자신보다 말만 잘하는 인상여가 더 높은 지위에 있다며 불만을 품고는 "내가 인상여를 만나면 반드시 욕을 보이리라."라 하였다. 이 말을 들은 인상여는 언제나 염파를 피해다녔는데, 인상여의 사인들은 염파와 같은 반열에 있는 인상여가 그를 두려워해서 피한다고 생각하고는 크게 실망하여 그를 떠나겠다고 말하였다. 그러자 인상여는 진나라 왕도 겁내지 않은 자신이 염파를 겁내겠느냐고 반문하고는 말하였다. "내가 생각하기에 강한 진나라가 감히 조나라에 대해 군대를 움직이지 못하는 까닭은 오직 우리 두 사람이 있기 때문이다. 지금 호랑이 두 마리가 한데 어울려 싸우면 모두 살아남지 못한다. 내가 그렇게 한 것은 나라의 급한 일이 먼저이고 사사로운 원한은 나중이기 때문이다."
염파는 이 말을 듣고는 웃통을 벗고 가시나무를 등에 진 채 인상여의 집 문에 이르러 사죄하며 "이 비천한 자가 장군께서 이토록 너그러우신 줄 몰랐습니다."라 말했다. 마침내 두 사람은 서로를 좋아하게 되어 목을 내놓아도 아깝지 않을 우정을 나누었다. 여기서 굳은 우정을 의미하는 "문경지교(刎頸之交)" 혹은 "문경지우(刎頸之友)"라는 고사성어가 유래하였다. 또한 염파가 웃옷을 벗고 가시나무를 등에 졌다는 고사에서 진심으로 죄를 인정하고 스스로 벌을 받아들인다는 의미의 "육단부형(肉袒負荊)" · "부형청죄(負荊請罪)"의 고사성어도 생겨났다.

### 제나라 정벌
기원전 271년(혜문왕 28), 인상여가 제나라(齊)를 정벌하여 평읍(平邑)에 이르렀다.

### 말년
기원전 260년(효성왕 7), 장평대전이 일어나, 진나라의 장군 왕흘(王齕)이 조나라를 공격해왔다. 이에 조 효성왕은 염파로 하여금 진나라를 대적하게 하였다. 진나라가 몇차례 조나라 군대를 격파했으나 염파는 보루를 단단히 쌓고 싸우지 않았다. 진나라 군대가 이후로도 계속해서 싸움을 걸었으나 염파는 응하지 않았다. 그러자 진나라 측에서는 첩자를 풀어서 "진나라가 가장 걱정하는 것은 오로지 마복군 조사(趙奢)의 아들 조괄(趙括)이 장수가 되는 것뿐이다."라는 말을 퍼뜨렸다.
효성왕은 그 말을 믿고는 조괄을 염파 대신에 장수로 삼으려 하였다. 당시 깊은 병을 앓고 있던 인상여가 효성왕에게 간언하기를, "왕께서 명성만으로 조괄을 쓰려고 하시는데, 이는 아교로 슬(瑟, 거문고)의 발을 붙이고 슬을 연주하려는 것과 같습니다. 조괄은 그저 그 부친이 전한 책만 읽었을 뿐 합변(合変, 임기응변)을 모릅니다."라 하였다. (이 일화에서 교주고슬(膠柱鼓瑟)이라는 고사성어가 유래하였다.)
그러나 효성왕은 인상여의 말을 듣지 않았고, 결국 조괄이 염파를 대신하여 장평에서 조나라 군대를 지휘하게 되었다. 젊은 조괄은 적의 도발에 넘어가 우세한 병력으로 진군을 한꺼번에 치겠다며 전군을 거느리고 성을 나갔지만, 총대장이 조괄로 바뀌었다는 소식을 듣고 몰래 왕흘 대신 진군의 총대장이 된 명장 백기(白起)에게 후방을 노출당하면서 조군은 산산이 무너져, 조괄 자신도 죽고 조는 45만 명의 병사를 잃고 말았다. 그로 인하여 조나라의 국세는 크게 기울었고, 30여 년이 지난 후에 진 시황제의 침공으로 멸망하였다. (기원전 229년)
인상여의 행적은 이후로 알 수 없다. 그러나 당시에 이미 깊은 병을 앓고 있었다고 한 것으로 보아 오래지 않아 사망했을 것으로 추측된다.

## 평가
전한 시대의 역사가 사마천은 《사기》에서 조나라 말기에 활약했던 명장들인 염파 · 인상여 · 조사 · 이목 등의 열전을 함께 묶어서 구성하였다. 이들의 열전은 《사기》 권81 염파인상여열전에 수록되었다.
여기서 사마천은 인상여를 다음과 같이 평하였다.
"(사람은) 자신이 죽을 것이라는 것을 알면 반드시 용기가 솟아나게 된다. 이는 죽는 것 자체가 어려운 것이 아니라, 죽음에 대처하는 것이 어려운 것이기 때문이다. 인상여가 화씨벽을 받쳐 들고 기둥을 노려보며 진나라 왕의 좌우를 꾸짖었을 때, 그는 자신이 죽으면 그만이라는 것을 알고 있었다. 그러나 선비들 중에는 두려워 감히 행동하지 않으려는 사람들이 있다. 인상여는 그 용기로 적국에 그 위신을 떨치고, 물러나 고국으로 돌아와서는 염파(廉頗)에게 양보하니, 그의 이름은 태산보다 무거웠다. 그는 지혜와 용기를 모두 갖춘 인물이라고 말할 수 있을 것이다!"